# Aléxandros Triandafyllídis
Aléxandros « Alékos » Triandafyllídis (en grec Αλέξανδρος «Αλέκος» Τριανταφυλλίδης), né en 1965 à Thessalonique en Grèce, est un homme politique grec.

## Biographie
Aux élections législatives grecques de janvier 2015, il est élu député au Parlement grec sur la liste de la SYRIZA dans la première circonscription de Thessalonique.